# ورزشگاه مکتوم بن راشد آل مکتوم
ورزشگاه مکتوم بن راشد آل مکتوم (عربی: ملعب مكتوم بن راشد آل مكتوم) یک ورزشگاه فوتبال و دو و میدانی در دبی، امارات متحده عربی است.
این ورزشگاه دارای ۱۸۰۰۰ نفر ظرفیت می‌باشد.